# Sách Enoch

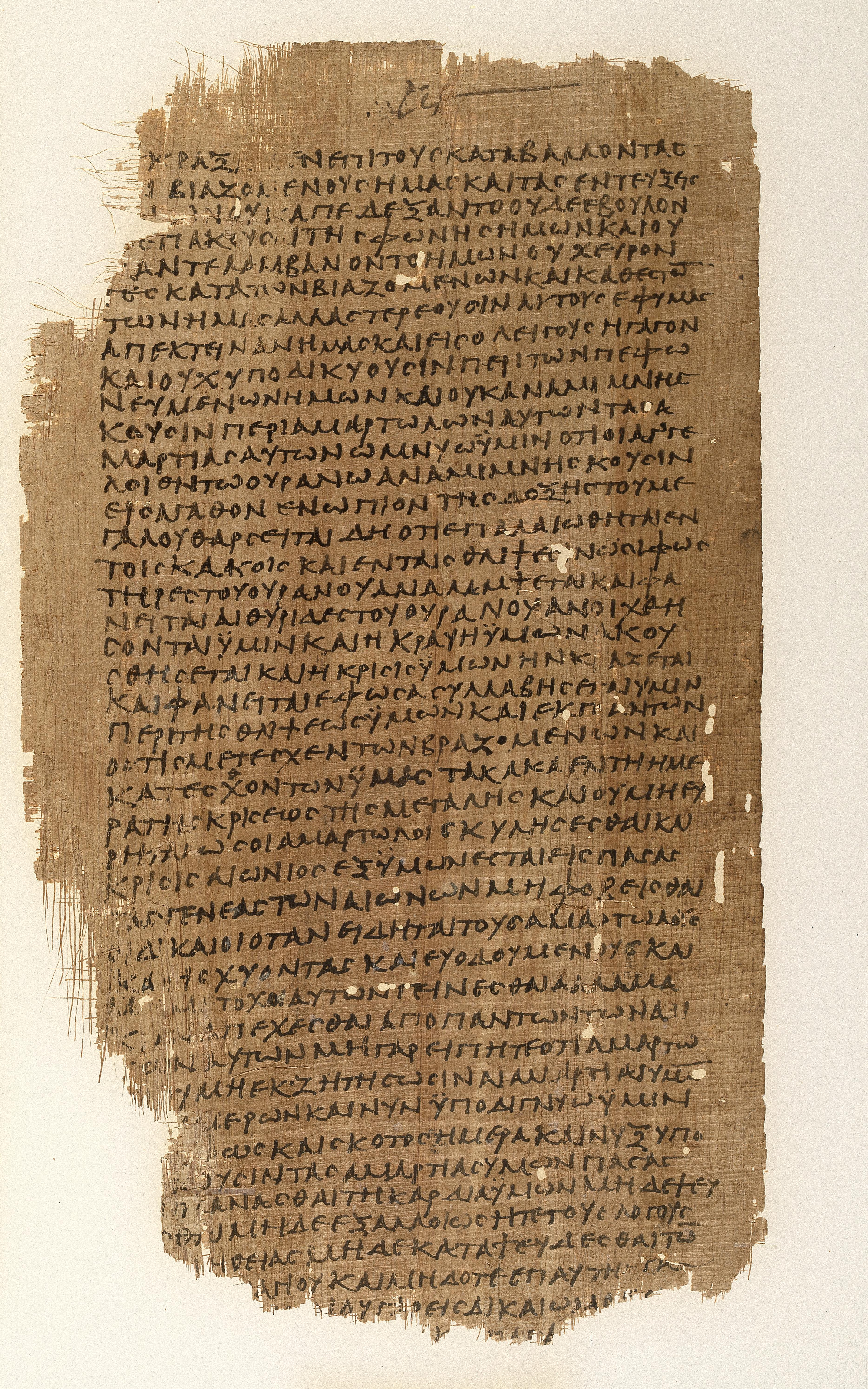
Sách Enoch

Sách Enoch (Book of Enoch; tiếng Do Thái: סֵפֶר חֲנוֹךְ, Sēfer Ḥănōḵ; tiếng Ge'ez: መጽሐፈ ሄኖክ, Maṣḥafa Hēnok; tiếng Việt gọi là sách Hê-nóc) là một cổ thư tôn giáo khải huyền cổ đại của người Do Thái, theo truyền thống được gán cho Enoch là ông cố của Nô-ê Sách Hê-nóc còn được biết đến như một văn bản vừa tôn giáo vừa mang tính khải huyền bằng tiếng Do Thái cổ. Các phần đầu tiên của cuốn cổ thư này được ước tính có niên đại từ khoảng 300–200 trước Công nguyên, và phần mới nhất (Sách dụ ngôn) có thể là vào năm 100 trước Công nguyên. Mặc dù sách của Hê-nóc là một phần của quy điển trong Kinh thánh, nhưng nó được sử dụng rộng rãi trong các giáo phái Ethiopia và Eritrean của cái gọi là nhà thờ chính thống Coptic. Người Do Thái Ethiopia được gọi là Betas Israel đã bao gồm Sách Hê-nóc trong Tanakh nhưng người Do Thái ngày nay loại trừ sách Hê-nóc.

## Nội dung
Sách có những thông tin độc đáo và có giá trị về nguồn gốc của ma quỷ và người khổng lồ (Nephilim). Người khổng lồ Nephilim xuất hiện trong cuốn sách Enoch" của người Do Thái. Theo sách chép, Enoch chính là ông tổ của người khổng lồ. Cuốn sách đề cập tới lịch sử của người khổng lồ nhưng là một bức tranh ảm đạm vì họ phải đối mặt sự hủy diệt khi họ đã gây hại cho Trái Đất. Sách miêu tả, Nephilim Mahway, con trai của thiên thần Barakel sau đó đã mơ thấy giấc mơ tiên tri về lụt lội, sự hủy diệt của trận Đại hồng thủy.Các Nephilim Ohya và Hahya, con trai của thiên thần sa ngã Shemyaza cũng có những giấc mơ tương tự, rồi nhiều người khổng lồ khác cũng có chung điềm báo.
Điều này làm các Nephilim bắt đầu nhận thức được tương lai của mình và cầu cứu Enoch, nhưng lúc này ông đã rời khỏi Trái Đất. Một Nephilim có tên Mahway được cử ra để thực hiện chuyến du hành vũ trụ tìm kiếm ông tổ Enoch. Trong đó có đoạn đề cập tới việc "bay với những cánh tay giống như đại bàng". Kết thúc chuyến "du hành" Mahway gặp được Enoch và cầu xin ông giúp đỡ người Nephilim. Nhưng họ đã phải trả giá cho những hành động mà mình gây ra. Một trận Đại hồng thủy đã cuốn đi tất cả và xóa sạch mọi thứ. Bí ẩn về người khổng lồ cũng bị chôn vùi theo từ đó. Đây là Cuốn sách về sự sụp đổ của người khổng lồ Nephilim nên người ta gọi nó là The Book of Giants (Cuốn sách về những người khổng lồ).